# Campionato rumeno di calcio 1925-1926
Il Campionato Nazionale 1925-1926 è stata la 14ª edizione del campionato rumeno di calcio. La fase finale è stata disputata tra giugno e agosto 1926 e si concluse con la vittoria finale del Chinezul Timișoara, al quinto titolo consecutivo.

## Formula
Le squadre vennero suddivise in gironi regionali, con le vincitrici ammesse alle finali nazionali disputate ad eliminazione diretta. Rispetto all'anno precedente il numero dei gironi passò da dieci ad undici con la creazione del girone di Satu Mare. Sei squadre disputarono un turno preliminare per entrare nel tabellone principale.

## Partecipanti
| Regione   | Squadra                        |
| Arad      | AMEF Arad                      |
| Brașov    | Colțea Brașov                  |
| Bucarest  | Juventus București             |
| Cernăuți  | Hackoah Cernăuți               |
| Chișinău  | Fulgerul CFR Chișinău          |
| Cluj      | Victoria Cluj                  |
| Craiova   | Craiovan Craiova               |
| Oradea    | Stăruința Oradea               |
| Satu Mare | Olimpia Satu Mare              |
| Sibiu     | Societatea de Gimnastica Sibiu |
| Timișoara | Chinezul Timișoara             |

## Fase finale

### Preliminare
Il turno preliminare per accedere al tabellone finale fu disputato il 10 giugno 1926.
| Squadra 1          | Risultato | Squadra 2        |
| ------------------ | --------- | ---------------- |
| Juventus București | 4 - 1     | Craiovan Craiova |
| AMEF Arad          | 3 - 1     | Victoria Cluj    |

### Quarti di finale
Gli incontri vennero disputati tra il 27 giugno e il 12 luglio 1926.
| Squadra 1          | Risultato | Squadra 2                      |
| ------------------ | --------- | ------------------------------ |
| AMEF Arad          | 3 - 0     | Colțea Brașov                  |
| Stăruința Oradea   | 0 - 5     | Chinezul Timișoara             |
| Hackoah Cernăuți   | 0 - 1     | Fulgerul CFR Chișinău          |
| Juventus București | 3 - 1     | Societatea de Gimnastica Sibiu |

### Semifinali
Gli incontri vennero disputati il 18 e 20 luglio 1926. Un primo incontro tra Juventus București - Fulgerul Chișinău terminò 2-2 e venne rigiocato.
| Squadra 1          | Risultato | Squadra 2             |
| ------------------ | --------- | --------------------- |
| Juventus București | 4 - 1     | Fulgerul CFR Chișinău |
| AMEF Arad          | 2 - 5     | Chinezul Timișoara    |

### Finale
La finale fu disputata il 1º agosto 1926 a Timișoara.
| Squadra 1          | Risultato | Squadra 2          |
| ------------------ | --------- | ------------------ |
| Chinezul Timișoara | 3 - 0     | Juventus București |

## Verdetti
- Chinezul Timișoara Campione di Romania 1925-26.